# Un toque diferente
Un toque diferente  es una película de Argentina filmada en Eastmancolor dirigida por Hugo Sofovich según su propio guion que se estrenó el 4 de agosto de 1977 y que tuvo como actores principales a Ernesto Bianco, Susana Giménez, Marcela López Rey y Julia von Grolman. El título está inspirado en el exitoso filme Un toque de distinción - A Touch of Class dirigida por Melvin Frank en Gran Bretaña en 1973.
La película fue filmada parcialmente en el local de la tienda Harrods (Buenos Aires) y en algunas escenas se refleja el valor de la moneda de esa época cuando los protagonistas mencionan cifras de cientos de miles de pesos.
.

## Sinopsis
Un empleado que descubre que es idéntico a un ginecólogo aprovecha la situación.

## Reparto
- Ernesto Bianco
- Susana Giménez
- Marcela López Rey
- Julia von Grolman
- Gogó Andreu
- Betiana Blum
- Marta Albertini
- Javier Portales
- Cecilia Rossetto
- Rolo Puente
- Naanim Timoyko
- David Tonelli
- Rommy Ray
- Raúl Florido
- Claudia Nelson
- Carlos Sinópolis
- Héctor Gancé
- Luis Capdevila
- Pablo Cumo (hijo)
- Osvaldo Castro
- Olga Bruno
- Mario Savino

## Comentarios
La Prensa escribió:

«Una inventiva y un sentido del humor que cuesta un tanto imponer desde la pantalla a un público habituado a digerir argumentos de ínfimo vuelo imaginativo… La historia no es nueva… pero el mérito mayor de Sofovich es haber sabido elaborar un libro excelente, pródigo en situaciones y diálogos a base de ingenio.»

La Nación opinó:

«Dirigida con ágil ritmo por Hugo Sofovich y que, sin llegar a ser brillante, proporciona un amable y divertido pasatiempo.»

Manrupe y Portela escriben:

«Comedia elegante del viejo tema del sosías, con algunos buenos momentos y una buena actuación de Bianco, en su último trabajo.»